# Green Ridge (Missouri)
Green Ridge – miasto w Stanach Zjednoczonych, w stanie Missouri, w hrabstwie Pettis.